# Trimning (hundvård)

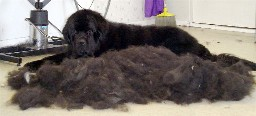
En Newfoundlandshund som ligger bredvid sin urkammade underull.

Trimning innebär för hundägare det yttre omhändertagandet, borstning, kamning och tvätt av en hund, speciellt det därmed näraliggande arbetet med att få hunden att se bra ut inför hundutställningar.

## Skäl för trimning
Trimning är en viktig del av att ta hand om en hund. Beroende på ras, ålder och hundens hälsa kan trimning vara en daglig aktivitet. Många raser behöver inte alls så mycket pälsvård, men regelbunden trimning hjälper hundägaren att se till att hunden mår bra och känner sig bekväm. Även om de flesta hundraser fäller päls, gör inte alla det. Vissa, som pudeln, behöver professionell trimning ungefär var 6-8:e vecka om pälsen skall vara i utställningsskick.